# Vodní nádrž Žlutice
Vodní nádrž Žlutice (známá též jako údolní nádrž či vodní dílo Žlutice) je přehradní nádrž na řece Střela, která se nachází 2 km západně od Žlutic v okrese Karlovy Vary v Karlovarském kraji. Byla vybudována během let 1965–1968. Hráz vodního díla, jejíž délka činí 233 m, se nachází na 68,30 říčním kilometru řeky Střely.
V zátopovém území vodní nádrže zanikla dvě sídla, Mlyňany a Dolánky a několik mlýnů na Střele, rovněž byla zatopena silnice do Skoků.

## Vodní režim
Průměrný dlouhodobý roční průtok k profilu hráze činí 1,24 m³/s. Stoletá voda zde dosahuje 110 m³/s.

## Využití
Hlavním účelem tohoto vodního díla je akumulace vody pro přilehlou úpravnu pitné vody. Dále je také využívána ke snížení účinku povodní, zajištění minimálního průtoku pod vodním dílem a také pro výrobu elektrické energie.

### Vodní elektrárna
V roce 1997 byly na obě spodní výpusti pro odběr surové vody do úpravny vody instalovány dvě Bánkiho turbíny ČKD TT o instalovaném výkonu 130 a 89 kW. Roční výroba elektrické energie činí kolem 900 MWh.

### Hráz
Hráz je přímá, sypaná, kamenné jádro je ze svorových rul, návodní strana je těsněná sprašovými hlínami a zakryta makadamovým zásypem, vzdušný líc je zatravněn. Zajímavostí je, že odběrný objekt v podobě betonové věže je normálně ukryt pod hladinou nádrže.
Dvě spodní výpusti o průměru 600 mm, s maximální kapacitou 7,97 m³/s, uzávěr šoupě a regulační klapka.
Bezpečnostní přeliv je nehrazený, korunový, o jednom poli o šířce 35,1 m, s maximální kapacitou 200 m³/s. Betonový skluz je zaústěn do vývaru.